# António dos Reis Rodrigues
António dos Reis Rodrigues GCC (Vila Nova de Ourém, 24 de Junho de 1918 – Lisboa, 3 de Fevereiro de 2009) foi um bispo português.

## Biografia
Foi o primeiro Director da Revista Flama, fundada a 5 de Fevereiro de 1937.
D. António dos Reis Rodrigues licenciou-se em Direito em 1941, antes de entrar no seminário em 1942, sendo ordenado padre em 1947.
O primeiro capelão militar, António dos Reis Rodrigues, foi nomeado em 1947 e para poder lecionar Deontologia Militar e Ética na Academia Militar. Esse padre mantém-se nas fileiras até 1965, donde sai por ter sido nomeado bispo.
Em 1961, escreveu "Nun'Álvares, Condestável e Santo", uma obra sucessivamente reeditada. Nela traçou uma biografia de D. Nuno Álvares Pereira, destinada aos alunos do curso de entrada de 1960-1961 da Academia Militar, a quem foi atribuído como patrono o Santo Condestável (disponível  aqui, numa reedição da Academia Militar)]
Em 1966, ele foi nomeado bispo auxiliar do Patriarcado de Lisboa e bispo titular de Madarsuma, sendo ordenado bispo em 1967.
Aposentou-se em 1998.
Nos últimos anos da sua vida dedicou-se a escrever várias obras sobre a doutrina social da Igreja e a trabalhar no espaço museológico de São Vicente de Fora.
A 3 de Julho de 2009 foi agraciado a título póstumo com a Grã-Cruz da Ordem Militar de Cristo.